# Pausia
Pausia di Sicione (in greco antico: Παυσίας?, Pàusías; Sicione, IV secolo a.C. – IV secolo a.C.) è stato un pittore greco antico attivo tra il 380 e il 330 a.C. circa.

## Biografia
Figlio e inizialmente allievo di Bryes, fu in seguito discepolo di Panfilo di Anfipoli, seguendo la scuola di pittura sicionia, ed ebbe a sua volta come allievi Aristolaos e Nikophanes.

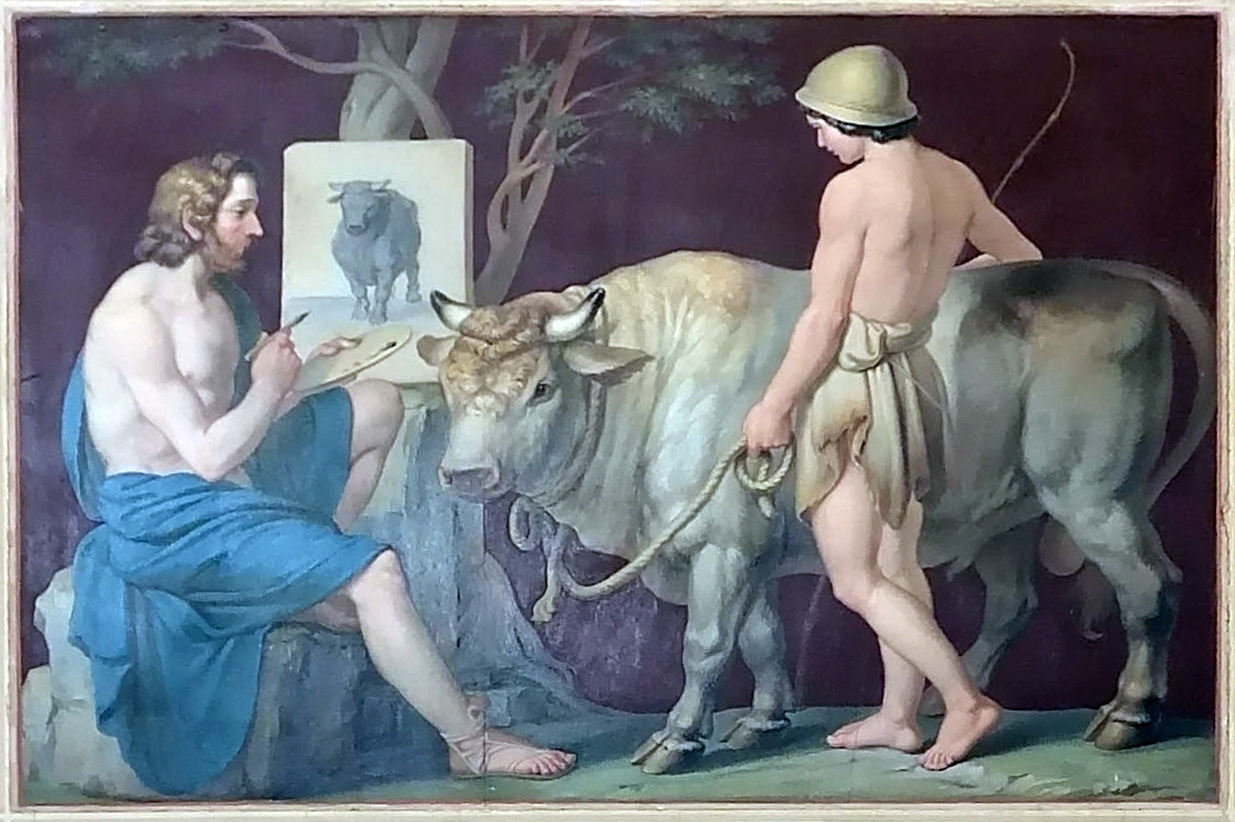
Pausia e la sua innovazione nella rappresentazione pittorica dei buoi; affresco dalla Galleria della pittura antica al Nuovo Ermitage

Approfondì e si distinse nella tecnica ad encausto e con questa tecnica dipinse numerosi piccoli quadri su tavola, frequentemente con figure di fanciulli e con immagini di fiori; si ricordano una Stephaneplokos (intrecciatrice di corone) e un Hemeresios, quadretto con un fanciullo, dipinto in un sol giorno da Pausia per dimostrare la propria velocità in questa tecnica solitamente lenta. Si distinse anche in opere di dimensioni maggiori; Plinio il Vecchio descrive un suo Sacrificio dei buoi, particolarmente notevole per la capacità di rendere la volumetria e la plasticità dei corpi, sia attraverso lo scorcio, sia grazie al colore, impiegato, a quanto sembra di capire dal testo pliniano, senza far uso di rilievi luministici. Ancora Plinio riferisce che Pausia fu il primo ad introdurre nella Grecia propria l'usanza di dipingere i soffitti a cassettoni (lacunari) e di decorare le volte (camarae). Restaurò a tempera, malgrado non fosse questa tra le sue tecniche preferite, i dipinti di Polignoto a Tespie.

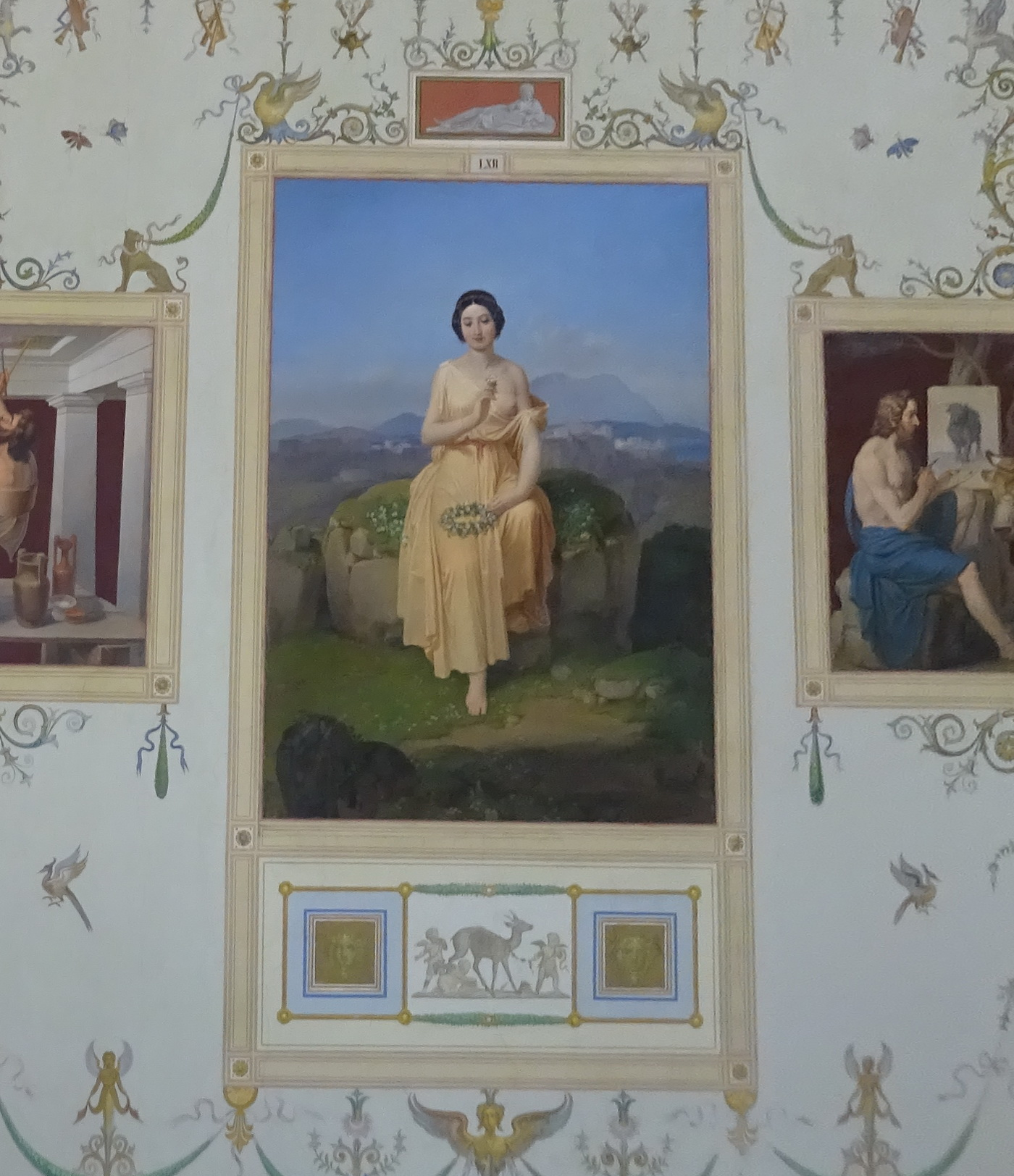
Ricostruzione ipotetica della Stephaneplokos; affresco dalla Galleria della pittura antica al Nuovo Ermitage

Sempre secondo Plinio, Pausia dipinse anche un ritratto di Glicera, una fioraia di Sicione di cui fu innamorato in gioventù. Nel ritratto della giovane, l'artista incluse nel quadro una ghirlanda di fiori, cercando di replicare il genere di composizioni floreali realizzate da Glicera. Il dipinto risultante (che sarebbe da identificarsi con la Stephaneplokos sopra riferita) fu ampiamente ammirato e considerato estremamente prezioso.
Da Pausania il Periegeta giunge notizia di due opere di Pausia presenti nella thòlos del santuario di Asclepio a Epidauro: un Eros con la lira e una Methe, personificazione dell'ebbrezza che bevendo da una coppa di vetro lasciava intravedere attraverso quest'ultima i tratti del proprio volto.
Ateneo di Naucrati è l'unica fonte che riporta notizie delle opere di Pausia di soggetto erotico, genere già diffuso dal tempo di Parrasio.

## Galleria d'immagini

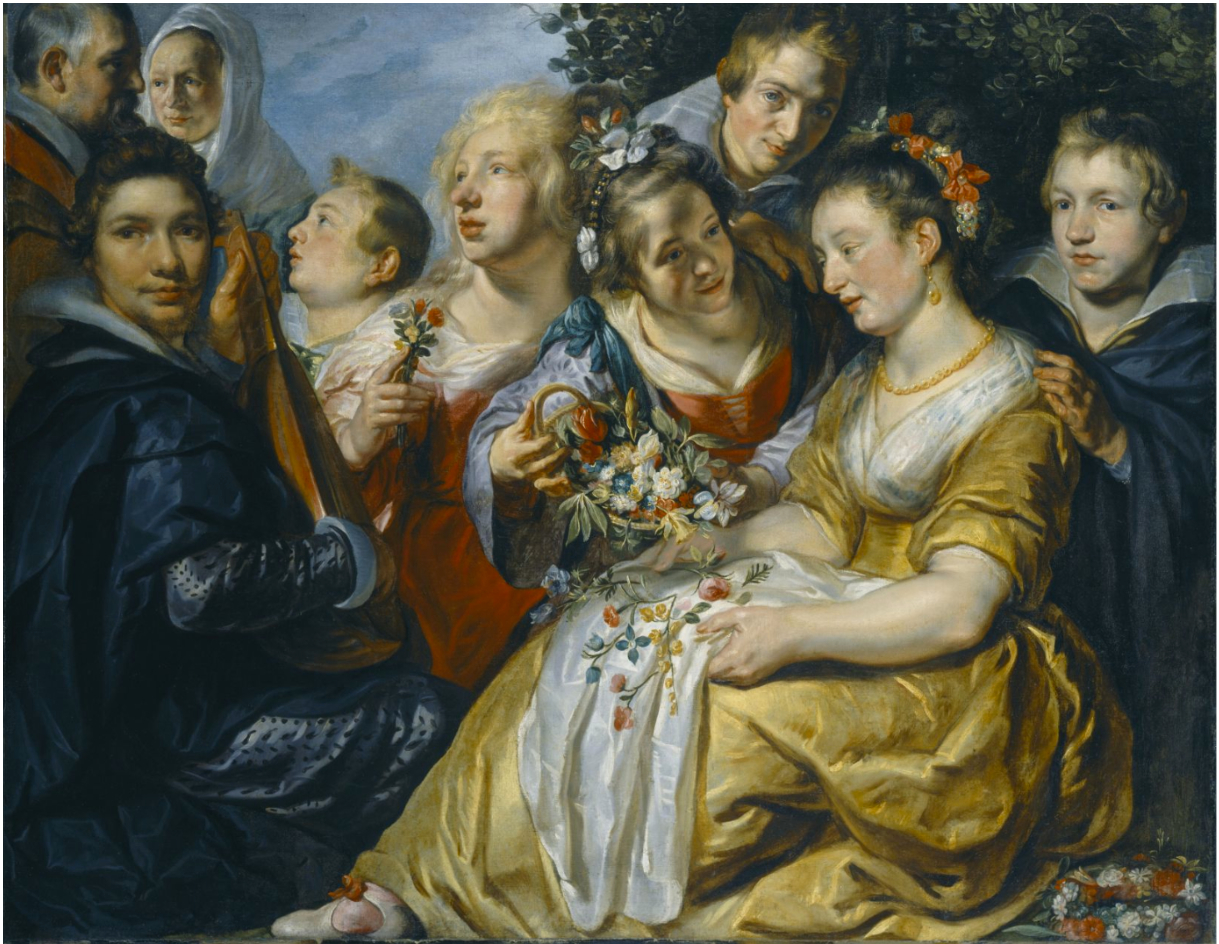
Quadro barocco di Jacob Jordaens (Kassel, Gemäldegalerie Alte Meister).
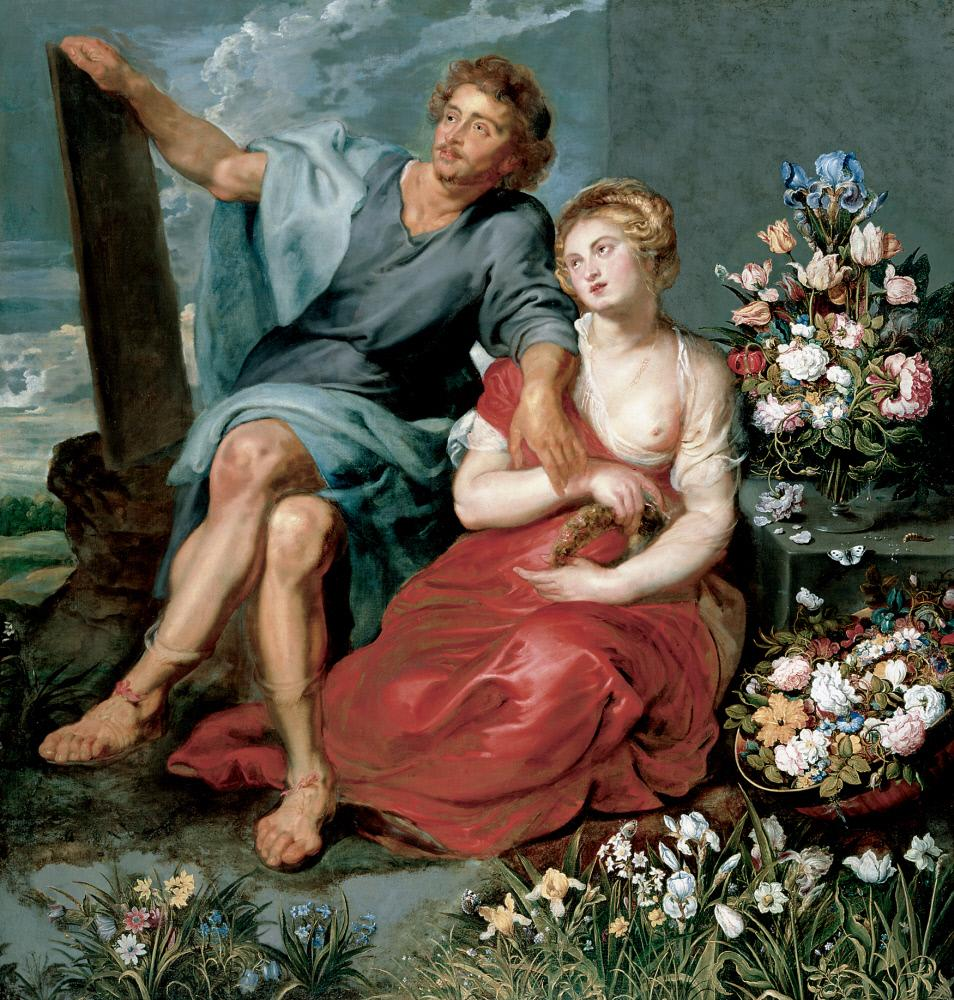
Pausia & Glicera, ritratti immaginari, dipinti a quattro mani: da Peter Paul Rubens in collaborazione con Osias Beert (1612-15; Sarasota, Florida, Museo dei Ringling).
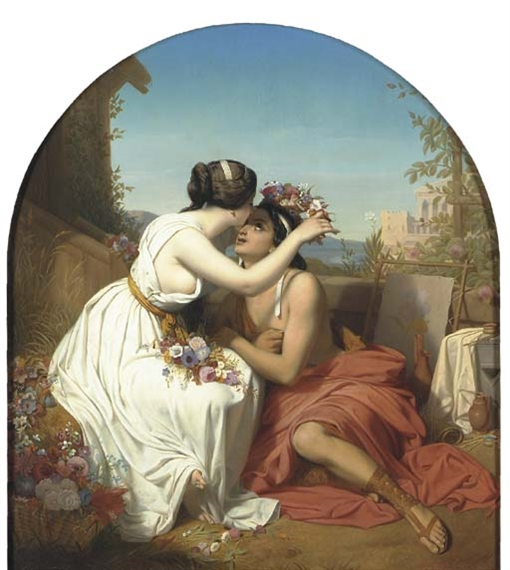
Glicera & Pausia dipinti da Godfried Guffens (1868).